# Presidente Kennedy (Tocantins)
Presidente Kennedy es un municipio brasilero del estado del Tocantins. Su población estimada en 2008 era de 3.785 habitantes.